# Josip Čorak
Josip Čorak, född 14 juni 1943 i Rastoka i Gospić, Kroatien, död 28 november 2023, var en kroatisk brottare som tävlade för Jugoslavien i de olympiska spelen. Han tog OS-silver i lätt tungviktsbrottning i den grekisk-romerska klassen 1972 i München.